# Chaim Pinchas Scheinberg
Pour les articles homonymes, voir Scheinberg.
Chaim Pinchas Scheinberg (en hébreu: חיים פנחס שיינברג), né le 1er octobre 1910 à Ostrów, en Pologne et mort le 20 mars 2012 à Jérusalem, en Israël, est un rabbin orthodoxe, haredi, Rosh yeshiva et Posek. Il fonde la Yechiva Torah Ore, à Bensonhurst, Brooklyn, New York, États-Unis, transférée à Jérusalem, en Israël, en 1965, et à sa présente location depuis 1970. 

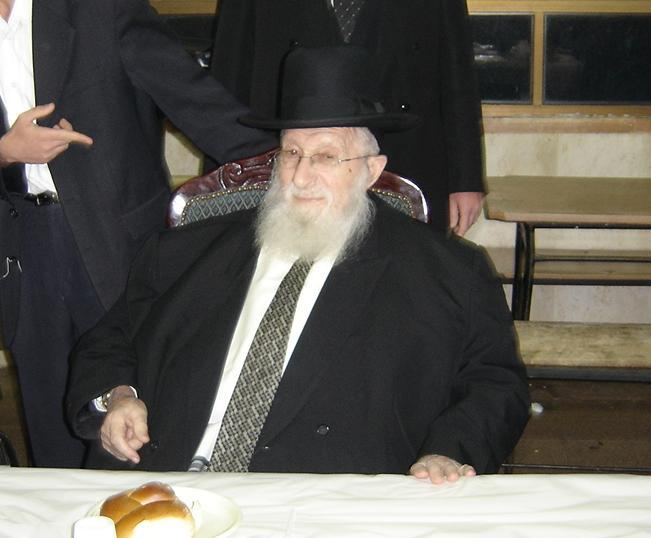
Le rabbin Scheinberg en 2010.

## Biographie
Chaim Pinchas Scheinberg est né le 1er octobre 1910 à Ostrów, en Pologne. Il est le fils de Yaakov Yitzchok Scheinberg et de Yospa Tumback.